# Bast (Baška Voda)
Bast je naselje u općini Baškoj Vodi, u Splitsko-dalmatinskoj županiji, smješteno podno planine Biokova, od mora udaljeno oko 2,5 km. Prema popisu stanovništva iz 2011. godine, u Bastu živi 126 stanovnika.
Naselje je poznato od antičkih vremena pod imenom Biston. Baška Voda te primorski lokalitet i turističko naselje Baško Polje su po Bastu dobili ime.
Od kulturnih spomenika tu je crkva sv. Roka iz 15. stoljeća, kao i crkva Uznesenja Blažene Djevice Marije iz 1636. godine. Na groblju se mogu vidjeti stare srednjovjekovne nadgrobne ploče, a u naselju i primjerci dobro očuvane dalmatinske tradicionalne arhitekture.
Bast ima restoran-konobu i punionicu plina. U naselju se nalazi južni portal tunela Sveti Ilija.

## Stanovništvo
| broj stanovnika | 351   |       | 314   | 350   | 378   | 450   |       | 461   | 455   | 453   | 421   | 274   | 180   | 158   | 136   | 126   | 134   |
|                 | 1857. | 1869. | 1880. | 1890. | 1900. | 1910. | 1921. | 1931. | 1948. | 1953. | 1961. | 1971. | 1981. | 1991. | 2001. | 2011. | 2021. |

## Poznate osobe
- Ivan Akčić Jurišić, hrv. narodni pjesnik[5]

## Spomenici i znamenitosti
- Crkva sv. Roka,
- Crkva Uznesenja BDM
- Stećci

## Vanjske poveznice
- Bast na stranici TZ Baška Voda  Arhivirana inačica izvorne stranice od 8. svibnja 2015. (Wayback Machine)